# Зосим I
Зосим е православен духовник, охридски архиепископ около 1663-1670 година.
Сведенията за архиепископ Зосим са оскъдни. Първото сведение за него е от октомври 1663 година. Той остава начело на Охридската архиепископия до 1670 или началото на 1671 година, когато умира.